# Friedrich Reimerdes
Friedrich Reimerdes (* 15. Dezember 1909 in Berlin; † 16. Juni 2000 in Otterstadt) war ein deutscher Kirchenmusiker und Komponist.

## Leben
Friedrich Reimerdes wuchs in seinem Geburtsort Berlin auf. Sein Vater war Physiker, seine Mutter hatte die Kunstschule in Berlin besucht. Reimerdes absolvierte am Kaiserin-Augusta-Gymnasium in Berlin-Charlottenburg das Abitur. Während der Schulzeit erhielt er Klavierunterricht bei verschiedenen Lehrern sowie Orgelunterricht bei Organist Große in Charlottenburg. Intensiven Kompositionsunterricht erhielt er bei Curt Doebler, dem Organisten der Charlottenburger Herz-Jesu-Kirche.
Reimerdes studierte am Johannesstift in Spandau und legte dort sein Kantorenexamen ab. Anschließend war er als Kantor in den Jahren 1938 und 1940 bei der evangelischen Kirchengemeinde in Goschütz in Schlesien tätig und von 1939 bis 1940 in Berlin-Heiligensee. Während des Zweiten Weltkriegs musste er Kriegsdienst leisten und geriet in Kriegsgefangenschaft. Nach seiner Rückkehr aus der Gefangenschaft übernahm er wieder sein früheres Kantorenamt in Berlin-Heiligensee und hatte es bis 1976 inne.
1977 übersiedelte Reimerdes mit seiner Frau nach Otterstadt in Rheinland-Pfalz. Von Anfang 1979 bis Ende 1994 war er bei der Protestantischen Kirchengemeinde Waldsee-Otterstadt in Otterstadt als Kantor und Organist tätig.
Friedrich Reimerdes starb nach längerer Krankheit im Alter von 90 Jahren in seiner Wahlheimat Otterstadt.

## Werk
Friedrich Reimerdes schuf eine Vielzahl von Kirchenmusikkompositionen; so sind zum Beispiel alleine beim Carus-Verlag, mehr als 290 Werke von ihm erschienen. Der größte Teil seiner Kompositionen entstand zwischen 1955 und 1990.

## Werke
Im Carus-Verlag, Leinfelden-Echterdingen, sowie im Capella-Verlag, Speyer, und im Strube-Verlag, München, erschienen u. a.:
- Zehn Bände Festliche Orgelchoräle
- Fünf Choralpartiten für Orgel
- Präludien und Fugen für Orgel
- Verschiedene 3- und 4-stimmige Motetten für Chor